# Ndudi Ebi
Ndudi Hamani Ebi (ur. 18 czerwca 1984 w Londynie) – angielski koszykarz, występujący na pozycji skrzydłowego, posiadający także nigeryjskie obywatelstwo, obecnie zawodnik Boulazac Basket Dordogne.
Przyjął ofertę z University of Arizona, w Stanach Zjednoczonych, ale wycofał się biorąc udział w NBA Draft. Ebi został wybrany z Westbury Christian School przez Minnesota Timberwolves w pierwszej rundzie z numerem 26 w 2003 NBA Draft.
Ebi wychował się w Nigerii, a następnie jako nastolatek przeprowadził się do Houston w Teksasie, gdzie kontynuował naukę w liceum. W 2003 wystąpił w dwóch meczach gwiazd amerykańskich szkół średnich – Jordan Classic i McDonald’s All-American. Został uznany najlepszym zawodnikiem szkół średnich stanu Teksas (Texas Gatorade Player of the Year) oraz zaliczony do I składu Parade All-American i USA Today All-USA.
Posiada zarówno obywatelstwo Anglii jak i Nigerii.
W 2008 reprezentował podczas letniej ligi NBA zespół New Orleans Pelicans, w 2009 Oklahoma City Thunder, w 2010 – Philadelphia 76ers.
21 grudnia 2017 został zawodnikiem francuskiego Boulazac Basket Dordogne.

## Osiągnięcia
Stan na 25 grudnia 2017, na podstawie, o ile nie zaznaczono inaczej.
Indywidualne
- Lider:
  - strzelców chińskiej ligi NBL (2011)
  - w zbiórkach ligi izraelskiej (2008)
  - w blokach D-League (2006)